# Borneo-filippinska språk

De Borneo-filippinska språkens utbredning

Borneo-filippinska språk (även kända som Yttre Hesperonesiska eller Yttre västliga malajopolynesiska språk) är en gren av den austronesiska språkfamiljen.  Som namnet anger talas Borneo-filippinska språk på Borneo och Filippinerna, men även på Madagaskar och delar av Sulawesi.

## Borneo-filippinska språk (317 språk)
- Barito (27)
  - Malagasy
  - Ngaju Dayak
- Kayan-Murik (17)
- Land-Dayak (16)
- Mesofilippinska språk (61)
  - Centralfilippinska språk (47)
    - Bikol-språk
    - Tagalog-språk
      - Tagalog
      - Filipino

    - Bisaya-språk
      - Cebuano

  - Kalamian (3)
  - Palawano (7)
  - Syd-Mangayan (4)
- Nordfilippinska språk (72)
- Nordvästra Borneospråk (84)
- Palauan (1)
- Punan-Nibong (2)
- Sama-Bajaw (9)
- Sydliga Mindanaospråk (5)
- Sydfilippinska språk (23)